# Podhrázský mlýn (Staré Splavy)
Vodní mlýn, zvaný Podhrázský, se nachází nedaleko výpustě Máchova jezera ve Starých Splavech, které jsou jednou z částí města Doks v okrese Česká Lípa v Libereckém kraji. Původně barokní objekt, přestavěný v klasicistním stylu, je zapsaný jako kulturní památka v Ústředním seznamu nemovitých kulturních památek České republiky.

## Historie
Podle některých zdrojů mohl být mlýn na území dnešních Starých Splavů postaven již v souvislosti se založením Velkého rybníka (tj. Máchova jezera). Rybník, zvaný „Velký“ zde vznikl na horním toku Robečského potoka v roce 1366 z rozhodnutí císaře římského a krále českého Karla IV. Samotné město Doksy vzniklo mnohem dříve - v listině, vydané v roce 1264 českým králem Přemyslem Otakarem II., povolujícím německým lokátorům kolonizovat půdu u potoka Doksí, je zmínka o již existující vesnici Hirschberg, což je německý název města Doks, užívaný od středověku až po rok 1945. Po založení Velkého rybníka Doksy obdržely od císaře řadu významných městských privilegií, včetně práva pořádat týdenní trhy, práva vařit a prodávat pivo, práva mílového a soudní pravomoci.

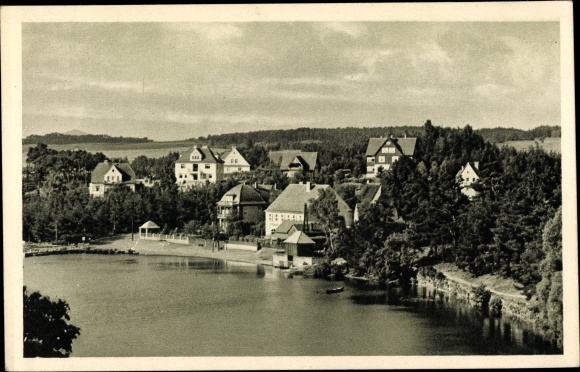
Hráz Máchova jezera ve Starých Splavech na pohlednici z roku 1929

První konkrétní zmínka o mlýnu, nacházejícím se v Hákově, což byla později zaniklá ves, je v privilegiu, které městu Doksy udělil v roce 1460 král Jiří z Poděbrad. Držitelem mlýna bylo v té době město Doksy, později mlýn náležel k dokskému panství. K historii vodního díla a mlýna pod hrází Velkého rybníka se váže také datum 1481, které je vytesáno do pískovcové stěny skalní průrvy, která je uměle proraženým odtokem vody z jezera. Na existenci mlýna v 16. století ukazuje informace, obsažená v potvrzení artikulů dokského mlynářského cechu z roku 1585. V tomto dokumentu je zmínka o tom, že se každé tři roky koná výlov Velkého rybníka a že v této době musí být mlýn pod rybníkem mimo provoz.
Jméno mlýna „Podhrázský“ je zmíněno poprvé v roce 1621. V účtech z let 1681 až 1683 se objevuje zmínka o existenci pily. Mezi roky 1625 až 1636 je jako majitelka mlýna uváděna mlynářka Anna Mikulášková. V 18. století jsou jako zdejší mlynáři zmiňováni Wenzel Buntzmann, poté Johann Michl, Josef Waltr a nakonec Karel Wietschel. V roce 1821 byla majitelkou mlýna vdova Theresia Wietschelová, rozená Schwarzová. V roce 1843 je jako majitel obnoveného mlýna, který předtím v roce 1827 vyhořel, uveden mlynář Karel Schwarz. Mlynáři z rodiny Schwarzů zde působili až do roku 1930, kdy se mlýn stal majetkem města Doksy.
V roce 1947 byla provedena celková rekonstrukce mlýnice, ze stavby zůstaly zachovány jen původní obvodové zdi a sedlová střecha. Uvnitř budovy byly posunuty stropy. V témže roce byl pak obnoven provoz mlýna se zařízením, které sem bylo přemístěno z jiných mlýnů. Další rekonstrukce se uskutečnila v roce 1967.

## Popis
Bývalý mlýn se nachází těsně při hranici Chráněné krajinné oblasti Kokořínsko – Máchův kraj, jejíž součástí je celé Máchovo jezero i s výpustí a průrvou, vytesanou v pískovcové skále, kterou z jezera vytéká Robečský potok, jehož vody sloužily k pohonu Podhrázského mlýna.
Jednopatrová zděná stavba reprezentuje typ městské zástavby, charakteristický pro pozdně barokní období. Mlýn měl vodní kolo na vrchní vodu a v roce 1930 byl vybaven Francisovou turbínou. Ze zařízení mlýna se však nic nedochovalo. Do sedlové střechy byly během úprav budovy vestavěny vikýře. Průčelí domu má v přízemí i v prvním poschodí šest okenních os. Pod okny s kamenným ostěním jsou mělké obdélné kartuše. Někdejší hlavní vstup do budovy je na straně domu směrem k hlavní komunikaci. Dveře jsou původní dřevěné, vstupní portál je segmentovitě zaklenutý a v horní části ozdobený festonem. Uprostřed je oválná kartuše s ozdobně provedeným číslem domu „37“. Nad portálem bývala nika se soškou svatého Jana Nepomuckého. Některé původní části domu se zachovaly pouze v přízemí, kromě kleneb se uvnitř budovy dochovalo také historické schodiště. Místnosti v domě byly přestavěny pro potřeby hotelu. Objekt je v soukromém vlastnictví a slouží jako penzion s restaurací.

## Galerie

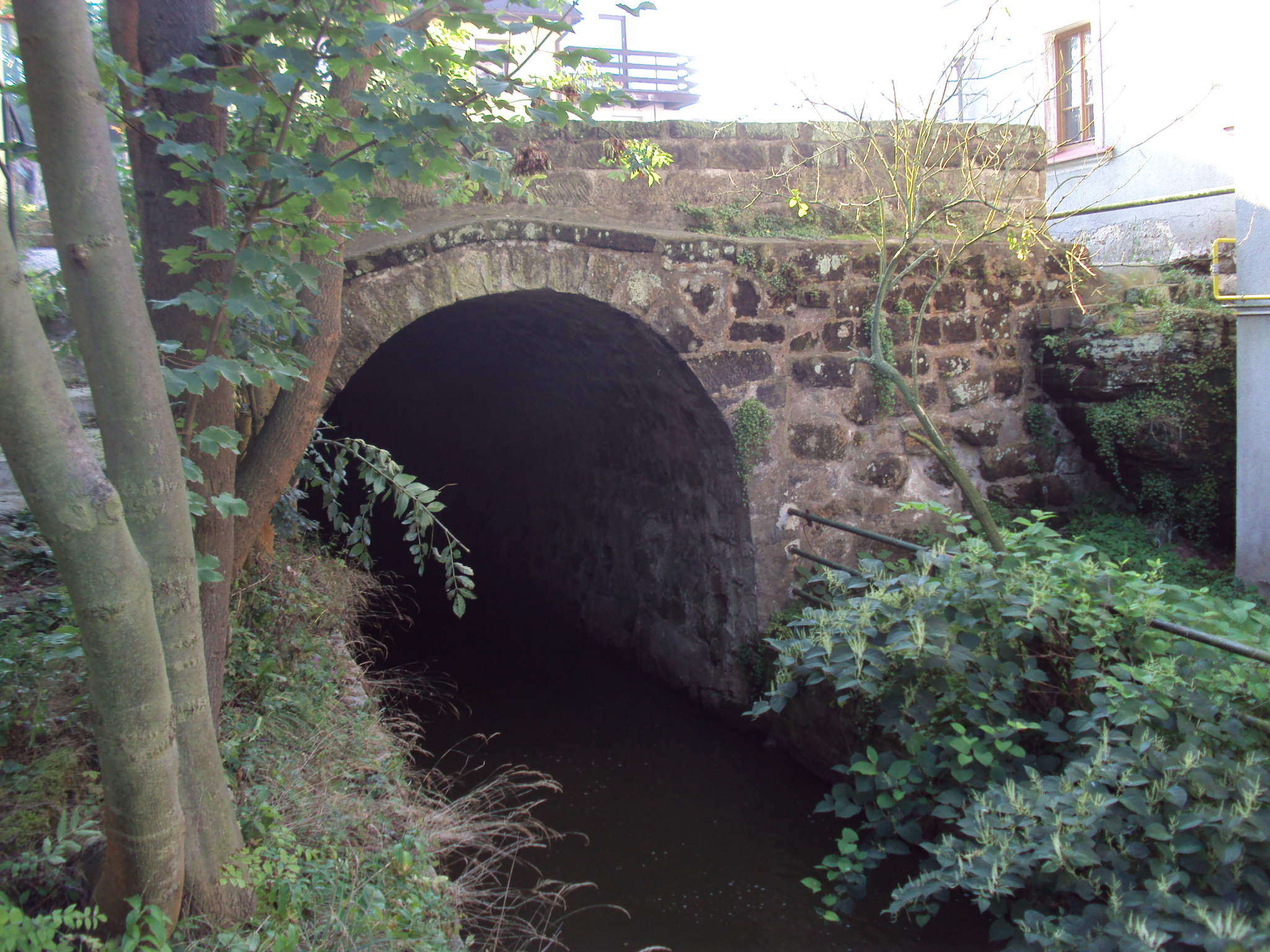
Upravené koryto Robečského potoka vedle mlýna
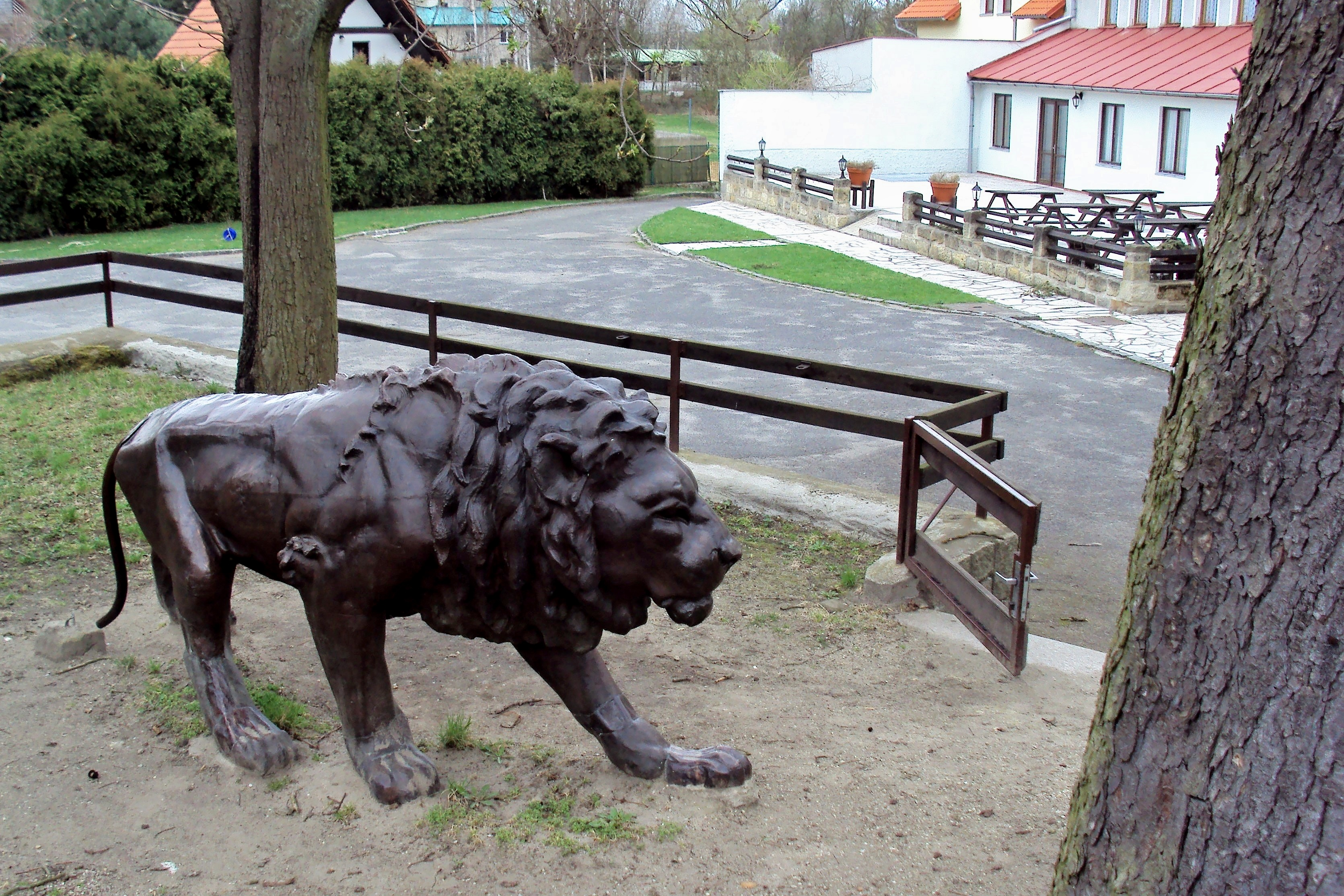
Socha lva v parčíku poblíž mlýna
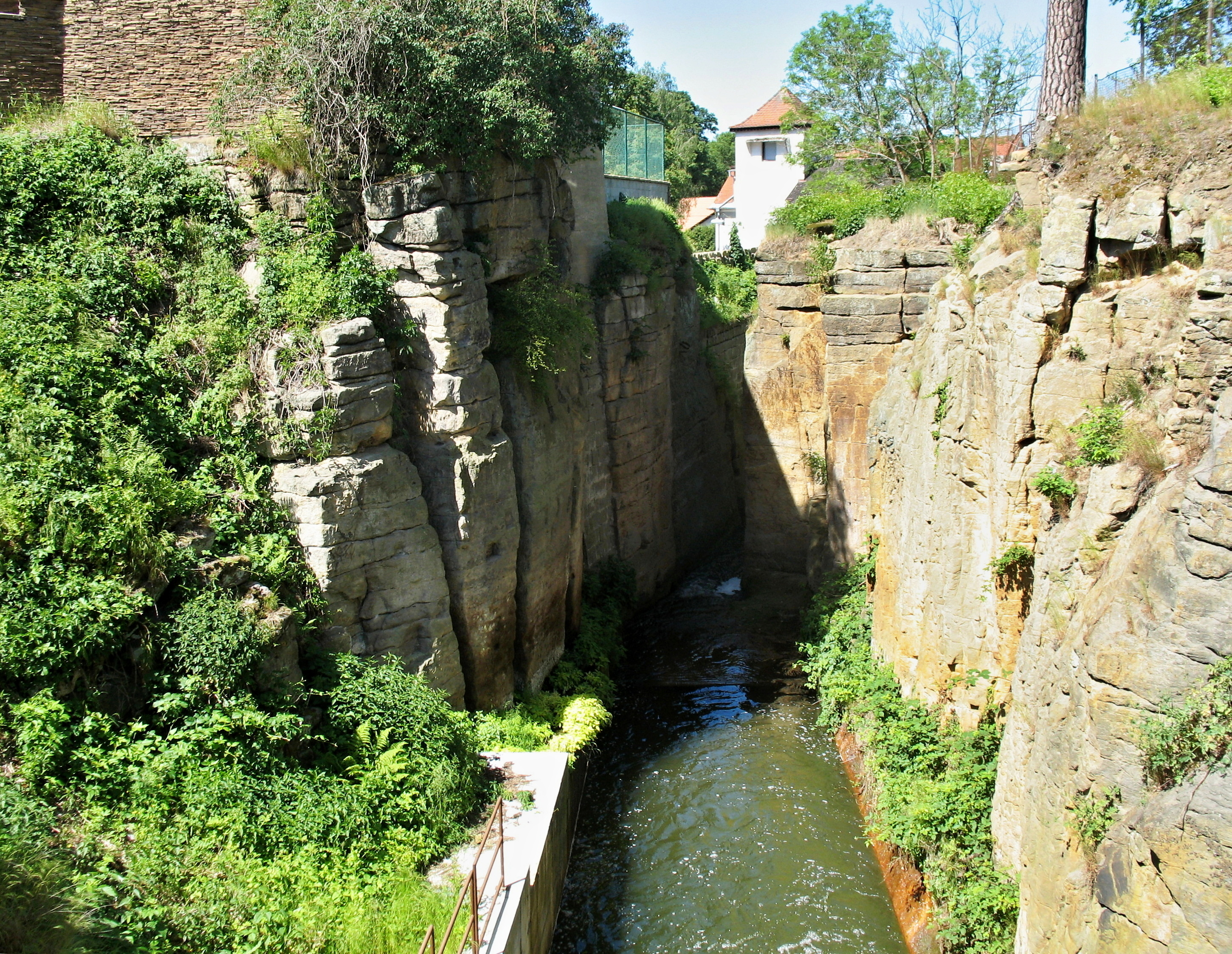
Odtok potoka z Máchova jezera směrem ke mlýnu
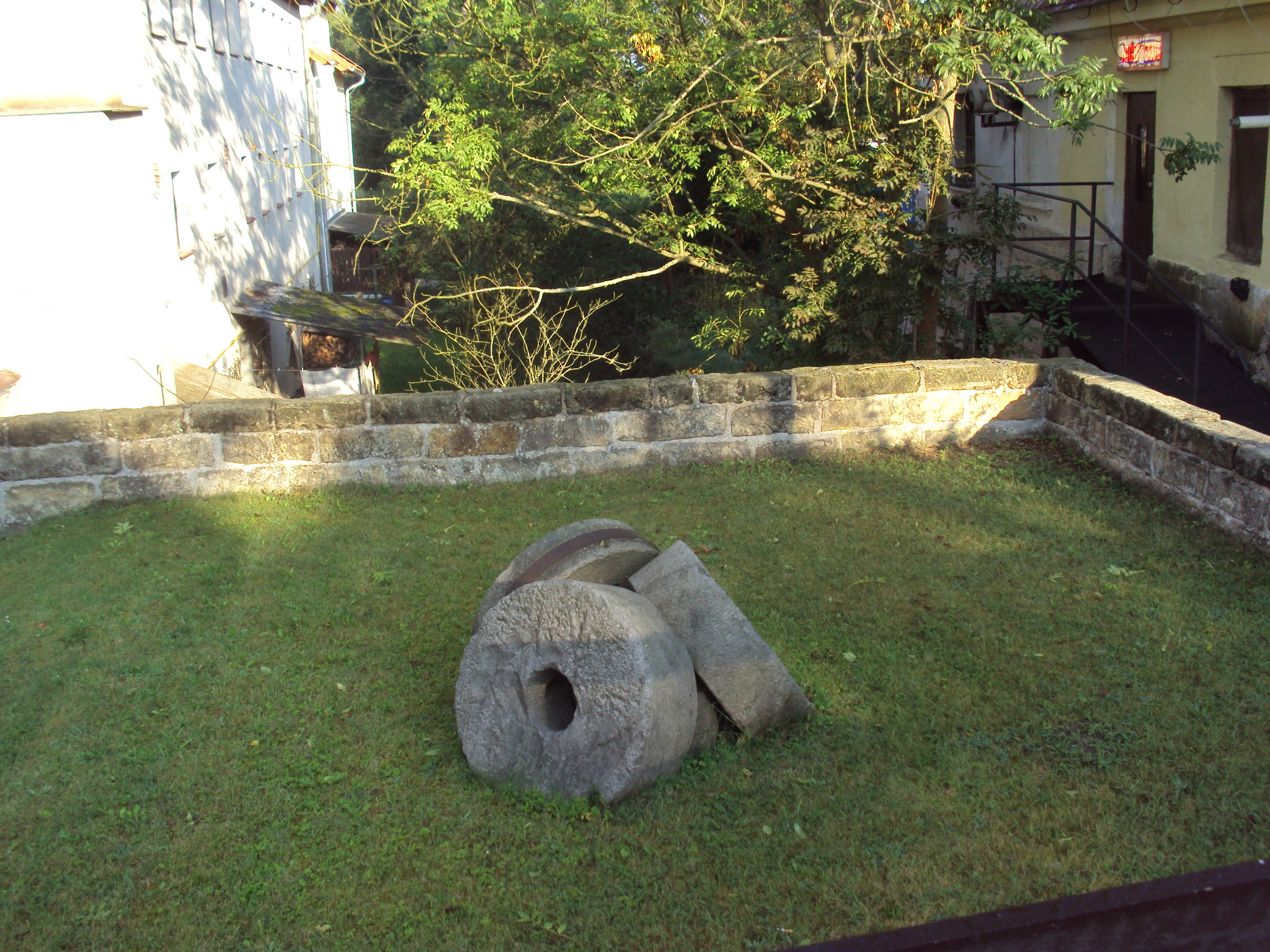
Mlýnské kameny před bývalým mlýnem
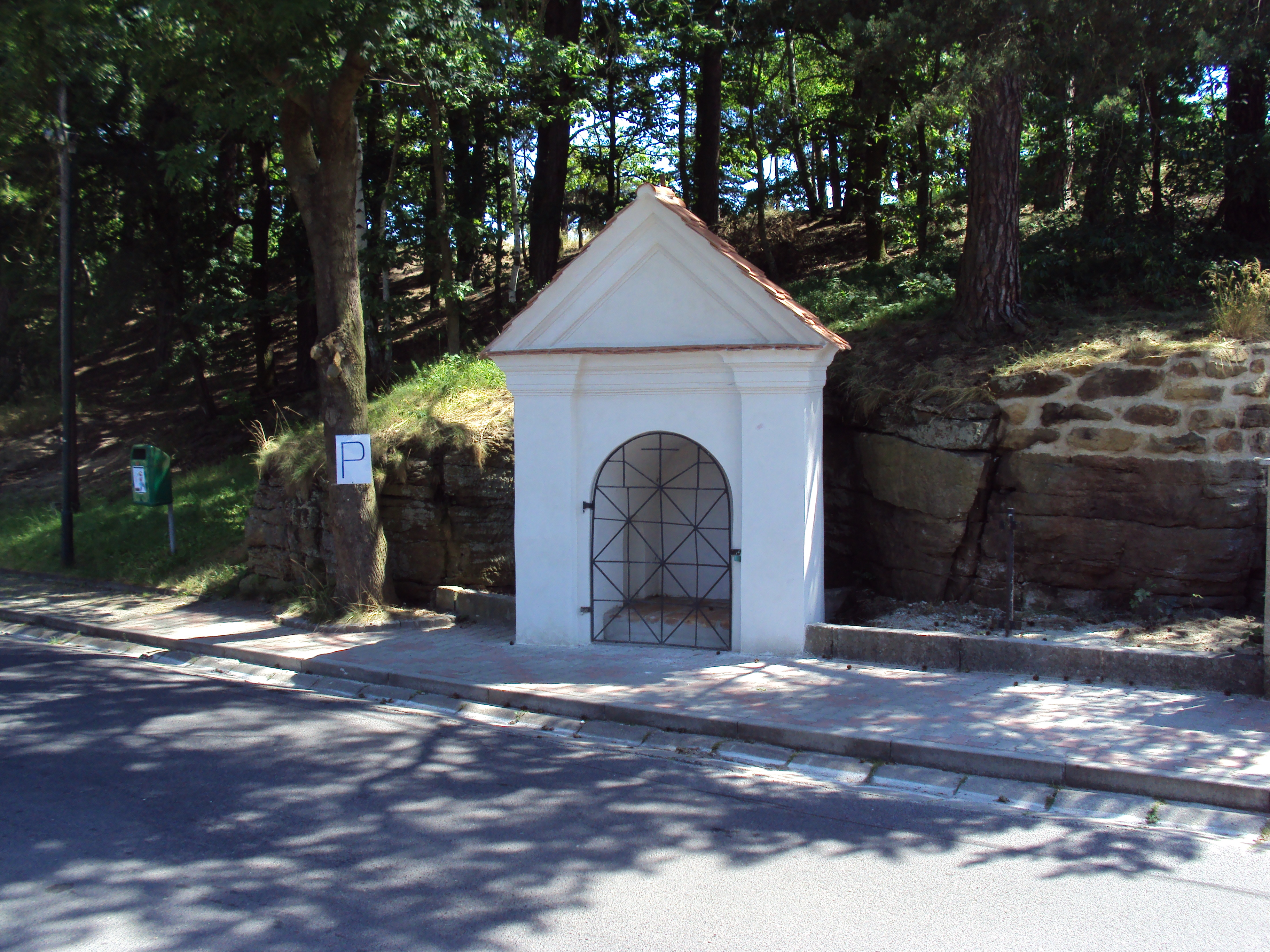
Kaplička pod hrází rybníka nedaleko mlýna
Výpusť Máchova jezera ve Starých Splavech